# Cañada Nieto
Pour les articles homonymes, voir Cañada.
Cañada Nieto est une ville de l'Uruguay située dans le département de Soriano. Sa population est de 454 habitants.

## Population
| Année | Population |
| ----- | ---------- |
| 1963  | 407        |
| 1975  | 503        |
| 1985  | 479        |
| 1996  | 470        |
| 2004  | 454        |

Référence,:

## Sport
Le siège du Club Libertad de Fútbol est dans cette ville.